# Edward John Wall
Edward John Wall, conosciuto anche come EJ Wall (Gravesend, 24 dicembre 1860 – Wollaston, 13 ottobre 1928), è stato un giornalista, chimico e scrittore britannico.
L'apporto che Wall rese alla fotografia fu sostanziale. Da un lato attraverso la cospicua attività giornalistica ed editoriale, dall'altro tramite la teorizzazione del processo di stampa nel 1907, il bromolio, in cui propose di sostituire il bicromato di potassio con il bromuro d'argento, aprendo di fatto la strada all'ingrandimento delle immagini, grazie anche alla ricerca successiva di altri fotografi. Infine, fu tra i precursori, negli anni Dieci del Novecento, nella sperimentazione del colore per sottrazione.

## Biografia
Non molte sono le informazioni attorno a questo personaggio che fu, viceversa, un punto di riferimento teorico e pratico grazie ai suoi scritti in merito alla fotografia di fine Ottocento e del primo Novecento. Figlio di Edward John ed Eliza Matthews, studiò chimica al Euston College di Londra, impiegandosi poi alla "B.J. Edwards & Co". Benjamin Joseph Edwards (1838–1914), fondatore dell'azienda, fu un pioniere nella produzione di lastre ortocromatiche o isocromatiche fin dal 1887, cioè lastre in grado di catturare il blu ed il verde ma non il rosso, cosa che alla quale i fotografi potevano ovviare con un filtro giallo posto dinanzi all'obiettivo. Wall fu addetto alla produzione di lastre isocromatiche.

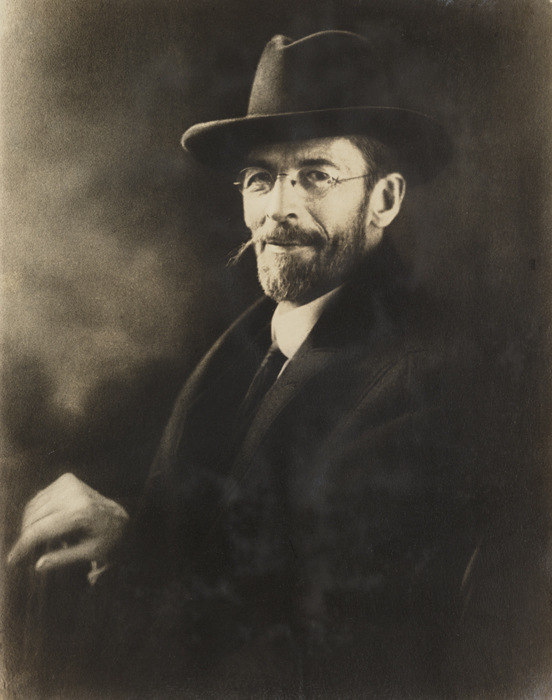
Ritratto di E. J. Wall, autrice la figlia Phyllis, 1920 circa

Nel 1886 sposò Frances Emilie Walker, con cui ebbe un figlio, Edward George, morto da piccolo, e una figlia, Phyllis. Fondò due anni dopo il giornale "Photographic Answers", un mensile dedicato soprattutto al dibattito intorno al valore sociale ed artistico della fotografia, delle varie tecniche e delle attrezzature. Scrisse il Dictionary of Photography, pubblicato nel 1889, che divenne un'opera di riferimento a livello mondiale, tradotto in molte lingue e in numerose edizioni. Seguirono altri trattati: Beginner's Guide to Photography del 1890, Carbon Printing del 1894, Everyone's Guide to Photography del 1898.
Nel frattempo divenne collaboratore di "Amateur Photographer", di cui tra il 1892 e il 1895 fu nominato direttore della rivista. Due anni dopo venne nominato direttore anche della rivista "Photographic News", restando in carica fino al 1900 quando decise di andare a lavorare come chimico alla "European Blair Camera Co." che produceva pellicole di celluloide. Purtroppo, durante il primo anno di lavorò, Wall si ferì gravemente ad un piede e ciò richiese una convalescenza di ben due anni, durante i quali scrisse articoli per il British Journal of Photography.
La sperimentazione teorica di Wall in merito al processo di stampa fotografica si concretizzò nella concezione del Bromolio, suggerendo nel 1907, tramite una pubblicazione, l'uso del bromuro d'argento, che venne applicato nello stesso anno dal britannico C. Welborne Piper e successivamente migliorato da Robert Demachy.
La famiglia Wall si trasferì in America nel 1910, dove lavorò per la "Fireproof Film Company" con sede a Rochester, New York. Dal 1913 al 1916, fino alla chiusura dell'azienda, venne assunto come docente di fotografia nel relativo Dipartimento presso la Syracuse University. Quando anche il Dipartimento cessò la propria attività Wall lavorò per la "Technicolor Motion Picture Company", specializzata nella produzione di pellicole a colori. Negli anni Venti scrisse per la rivista "American Photography".
Il lavoro e la sperimentazione sul colore lo indussero a scrivere alcuni importanti testi: Practical Color Photography nel 1922, History of Three-Color Photography nel 1925, Intensification and Reduction nel 1927. Il suo ultimo volume, Photographic Darkroom, venne pubblicato postumo nel 1933. Per i suoi meriti ed i numerosi contributi in campo fotografico fu insignito quale membro onorario del Royal Photographic Society.